# Bouffe-Doublon
Bouffe-Doublon est une série de bande dessinée publiée chez l'éditeur Soleil Productions, entre 1999 et 2001, ayant pour cadre le monde de la piraterie.
Elle est écrite par Simon Rocca, dessinée par Jean-Claude Cassini et colorisée par Jean-Jacques Chagnaud puis Jocelyne Charrance.

## Albums
- Bouffe-Doublon, Soleil Productions :

1. Le Trésor de la Madre de Dios, 1999[1],[2].
2. À l'ouest d'Eden, 2000[3].
3. À malin, malin et demi, 2001[4].

- Édition intégrale, Soleil, 2001  (ISBN 2-84565-247-X). Coffret accompagné d'un recueil d'esquisses de douze pages[5].